# Uroš Kojić
Uroš Kojić (Beograd, 5. jul 1983) srpski je sportista, profesionalni ronilac na dah, nekadašnji reprezntativac i nosilac nacionalnog rekorda.
Predsednik je Udruženja ronilaca na dah Srbije (AIDA Srbija), Sport Officer i član borda Svetske ronilačke asocijacije za razvoj ronjenja na dah AIDA International.
Nakon takmičarske karijere postaje sudija u ronjenju na dah Svetske ronilačke asocijacije za razvoj ronjenja na dah AIDA International. Pored sportske karijere, posvetio se i edukaciji i postaje ovlaščeni instruktor u ronjenju na dah.
Školovao se u Beogradu, gde je  pohađao Oglednu osnovnu školu Vladislav Ribnikar. Zatim pohađa srednju Građevinsko-tehničku školu, a nakon toga upisuje Ekonomski fakultet, gde stiče akademsko zvanje Diplomirani ekonomista.

## Sportska karijera
Ljubav prema vodenim sportovima stekao je u detinjstvu, igrajući vaterpolo. Sa 16 godina zakoračio je u svet ronjenja uz klub podvodnih aktivnosti (KPA Beograd), gde je sticao osnovna znanja i iskustva o ronjenju sa bocom. Ubrzo nakon toga, počinje da se bavi i ronjenjem na dah.
Nakon višegodišnjeg iskustva u ronjenju na dah, postaje predsednik Udruženja ronilaca na dah AIDA Srbije.Udruženje ronilaca na dah AIDA Srbija, tradicionalno svake godine organizuje takmičenja u ronjenju na dah već 17. godina za redom.
Kao Sport Officer AIDA International, zadužen je za organizaciju i kontrolu Svetskih prvenstava u ronjenju na dah (AIDA International) i kontrolu Svetskih rekorda.
Učestvovao je u organizaciji tri Svetska prvenstva u ronjenju na dah (AIDA International) koja su se organizovala u Beogradu, 2013. 2015 i 2018. godine na Bazenu SRPC 25. maj - Milan Gale Muškatirović.

## Takmičenja
Prvo takmičenje u ronjenju na dah u organizaciji AIDA Srbije, orgaizovano je u Beogradu 2004. godine, na kojem se takmičio Uroš Kojić, kao član AIDA Srbije. Nakon toga je učestvovao u velikom broju nacionalnih i internacionalnih takmičenja, uključujući i pet Svetskih prevenstava u ronjenju na dah.
Na Svetskom prevenstvu u ronjenju na dah (AIDA Individual Depth World Championship 2011) održanom u Kalamati 2011. godine, postavio je dubinski Nacionalni rekord u disciplini Konstantni balast (Constant weight - CWT) zaronom od 76 m.
Na timskom Svetskom prvenstvu u ronjenju na dah, održanom 2012. godine odlazi u Nicu, odlazi kao trener ženskog ronilačkog tima Srbije. Ženski tim Srbije osvaja bronzanu medalju, što ujedno predstavlja jedan od najvećih uspeha srpskog timskog ronjenja na dah.

## Ekspedicije
Kao član Beogradskog biciklističkog tima (We Ride Everywhere - WRE), odlazi biciklom na turu Beogarad - Hilandar 2012. godine, a potom 2013. godine, odlazi biciklom na turu Beogarada-Istambul. MTB biciklisti iz Srbije među kojima je i Uroš, 2014. godine uputili su se na MTB ekspedciju na Annapurna.
Uroš Kojić je organizator  i član Prve Svetske ronilačke ekspedicije na MTB biciklima (Annapurna, Himalayas) 2015. godine. Cilj ekspedicije je da se biciklama vozi ruta od 400 km oko Anapurne, pređe najviši prevoj na svetu 5450 mnv i popne se do jednog od najviših jezera na svetu – Tilicho, koje se nalazi na gotovo 5000 mnv. Tamo je pred njima bio najveći izazov – uraditi najviši zaron na dah do tada na svetu.
2018. godine odlazi u Južnu Koreju na biciklističku turu Seul - Busan.